# Danh sách câu lạc bộ bóng đá nữ ở Hàn Quốc
Đây là danh sách các câu lạc bộ bóng đá nữ ở Hàn Quốc.

## Danh sách

### WK League
| Đội bóng                                | Năm thành lập | Tiếng Hàn Quốc           | Trang chủ                                                     |
| --------------------------------------- | ------------- | ------------------------ | ------------------------------------------------------------- |
| Busan Sangmu                            | 2007          | 부산 상무                | Official Lưu trữ ngày 24 tháng 9 năm 2015 tại Wayback Machine |
| Daejeon Sportstoto                      | 2011          | 대전 스포츠토토          | Official                                                      |
| Icheon Daekyo                           | 2002          | 고양 대교눈높이          | Official Lưu trữ ngày 5 tháng 2 năm 2009 tại Wayback Machine  |
| Incheon Hyundai Steel Red Angels        | 1993          | 인천 현대제철 레드엔젤스 | Official                                                      |
| Hwacheon KSPO                           | 2011          | 화천 국민체육진흥공단    | Official                                                      |
| Seoul                                   | 2004          | 서울시청                 |                                                               |
| Suwon Facilities Management Corporation | 2008          | 수원시 시설관리공단      | Official                                                      |

### Câu lạc bộ đã giải thể
- Soongmin Wonders (1999.12.~2002.11.)
- Bucheon FMC Best WFC (2010.03~2010.12.)
- Chungnam Ilhwa Chunma (2006.03-2012.11.)